# Rolf Seebauer
Rolf Seebauer (* 18. Juli 1945 in Bad Kissingen; † 1. Mai 2017) war ein deutscher Politiker (SPD).
Seebauer besuchte die Volksschule und das Gymnasium, studierte Volkswirtschaft und promovierte. Danach war er in der Marktforschung und Unternehmensberatung tätig. Ab 1976 war er leitend und selbständig in der Managementberatung tätig. Er war Mitglied der Gewerkschaft Handel, Banken und Versicherungen, im Initiativkreis des Bundeskanzlers und des Gesprächskreises „Wirtschaft und Politik“ der Friedrich-Ebert-Stiftung. Seine Arbeitsgebiete waren Wirtschaftspolitik, Konjunktur- und Strukturpolitik sowie Selbständigen- und Mittelstandsfragen.
Seebauer war zunächst Wirtschaftsreferent der bayerischen SPD und danach langjähriges Mitglied im Präsidium und im Landesvorstand der bayerischen SPD. Von 1974 bis zu seinem vorzeitigen Ausscheiden am 15. Dezember 1992 war er Mitglied des Bayerischen Landtags.